# Natasha Jiménez
Natasha Jiménez es una activista trans e intersex y autora, quién es actualmente la Coordinadora General del MULABI /Espacio latinoamericano de Sexualidades y Derechos, y anfitriona de la Secretaría Intersex de ILGA. Es una miembro de consejo consultivo  para el primer fondo de derechos humanos intersex y participó en la primera audiencia intersex ante la Comisión Interamericana de Derechos humanos.

## Activismo
Activista intersex y trans por más de 20 años, Jiménez empezó su activismo en movimientos feministas y LGBT en Latinoamérica, y habla en una gama de instituciones nacionales e internacionales de derechos humanos.
En marzo de 2013, Jiménez, junto con Mauro Cabral, Paula Sandrine Marchado y Pidgeon Pagonis atestiguó frente a la Comisión Interamericana en Derechos humanos acerca de la Situación de Derechos Humanos de Personas Intersex en las Américas. La primera audiencia en derechos humanos intersex ante la Comisión, cada cual compartió sus experiencias personales y presentó los asuntos más importantes, como "cirugía" de normalización en los genitales de niños intersex.
En 2015, Jiménez se unió al consejo consultivo internacional de un fondo filantrópico de Derechos Humanos Intersex establecido por la Astraea Lesbian Foundation for Justice.

## Trabajos
Jiménez ha contribuido a Inter: Erfahrungen intergeschlechtlicher Menschen in der Welt der zwei Geschlechter, editado por Elisa Barth et al., Cuál es el Punto  de una Revolución si no Puedo Bailar por Jane Barry y Jelena Dordevic, e Interdicciones editado por Mauro Cabral.